# Djinang
Djinang är ett australiskt språk som talades av 120 personer år 1996. Djinang talas i Nordterritoriet. Djinang tillhör de pama-nyunganska språken.